# Country blues
Country blues (folk blues, rural blues, downhome blues, blues wiejski) (nie mylić z muzyką country) – najwcześniejsza forma bluesa powstała w latach 90. XIX wieku. Country Blues rozwinął się w wielu regionalnych formach między innymi w Memphis, Detroit, Chicago, Teksasie, Piedmont, Louisianie, Atlancie, St. Louis, Wschodnim Wybrzeżu, Nowym Orleanie, Delcie Mississippi i Kansas.
Najbardziej lubianym instrumentem muzyków country bluesowych stała się gitara, zapożyczona przez czarnych niewolników z Meksyku. Innymi równie często używanymi instrumentami były skrzypce, banjo, harmonijka ustna oraz nieco mniej wykorzystywane ze względu na swoją wagę (bluesmeni byli muzykami wędrownymi) pianino.
Teksty pierwszych utworów country bluesowych opowiadały o życiu prostych czarnoskórych niewolników, z czasem tematy utworów stały się całkiem dowolne, a muzycy śpiewali praktycznie o wszystkim. Również muzyka stawała się coraz bardziej złożona, używano coraz więcej instrumentów a piosenki stawały się coraz dłuższe.
Muzycy country bluesowi nie mieli jednak początkowo łatwego życia. Poświęcali swoją pracę dla grania bluesa, przez co w środowisku byłych czarnoskórych niewolników i ich potomków nie byli zbyt szanowani. By utrzymać rodzinę byli zmuszeni do podróżowania, zatrudniani przez właścicieli plantacji i farm grali na wiejskich potańcówkach i piknikach.

## Sławni muzycy country bluesowi
- Son House
- Charley Patton
- Tommy Johnson
- Robert Johnson
- Blind Lemon Jefferson
- Blind Willie McTell
- Sleepy John Estes
- Fred McDowell
- Robert Pete Williams
- Skip James
- Bukka White
- Barbecue Bob
- Kokomo Arnold